# MP40
MP 40（ドイツ語：Maschinenpistole 40 （マシーネンピストーレ・フィーアツィヒ）およびMP 38は、ナチス・ドイツの時代に開発された短機関銃である。第二次世界大戦中、ドイツ国防軍やドイツから供給を受けた枢軸国軍などで広く用いられた。
MP18やトンプソン・サブマシンガンなど従来の短機関銃と比較して、鋼板プレス加工やプラスチックを利用してコストダウンが図られている。このデザインは連合国側の銃器設計思想にも影響を与えた。

## 開発
第一次世界大戦末期にドイツ帝国で採用されたMP18及びMP28は最初期の短機関銃として知られ、戦間期においてもトンプソン・サブマシンガンと並んで世界各地で使用された。
1935年のドイツ再軍備宣言の後、大幅に拡張されたドイツ国防軍は先進的な軍備を整備しはじめるが、歩兵分隊の火力を容易に強化できる手段として短機関銃を重視し、世界各国に先駆けてその全面配備を行った。
MP18/MP28は、第一次世界大戦末期に開発された簡易な構造の決戦兵器だったが、軍は更に生産の容易な短機関銃を求めた。エルマ・ベルケ社は積年の研究から開発した次世代短機関銃をMP36の名称で試作し、その改良型がMP38として採用された。
従来の短機関銃が木製の固定式銃床を持つ小銃の延長上にあるデザインだったのに対して、MP38は鋼板プレスとパイプで製造された折畳み式ストックを持ち、滑り止め用のグリップ回りはベークライトで製造され、マガジンハウジングとマガジンに反動制御用のフォアグリップとしての機能を兼用させるなど、従来の短機関銃とは明らかに一線を画するコンセプトでデザインされていた。ただしマガジンハウジングとグリップの間には細身のレシーバーカバーが装着され、ストックを伸ばした状態で従来型のフォアグリップとして使えるようになっていた。使用する弾薬は、互換性を配慮して、ドイツ軍が拳銃弾として採用していた､9mmパラベラム弾を使用する。
また、リコイル・スプリングを伸縮式のリコイルユニットに収納し、ボルトが後退する際の気体緩衝装置(エア・バッファ)と防塵・防泥カバーを兼ねさせる工夫を追加し、軽量なボルトを用いながら500発/分まで連射速度を抑制する事に成功するとともに、リコイル・スプリングを錆から保護する点でも効果を上げた。射撃モードはフルオート（連発）のみで、セミオート（単発）は設定されていない。
テーパーがかかった銃身の下面には、車輌の手すりなどに銃を委託した射撃、あるいは銃眼を通した射撃の際に、銃身を支えるためのリブが取り付けられている。
この間に、ナチス政権はオーストリア・チェコを併合して対外拡張政策に転じ、これに歩調をあわせてドイツ国防軍も英仏との衝突に備えて急拡張を続けていたため、MP38は更なる生産性の向上とコストダウンが求められた。
これに対応して、切削加工とアルミ合金鋳造による部品製造を廃し、安全装置を改良した省力化モデルが開発され、これがMP40として採用されたほか、様々な変更が加えられた数種類のバリエーションが存在する。

## バリエーション

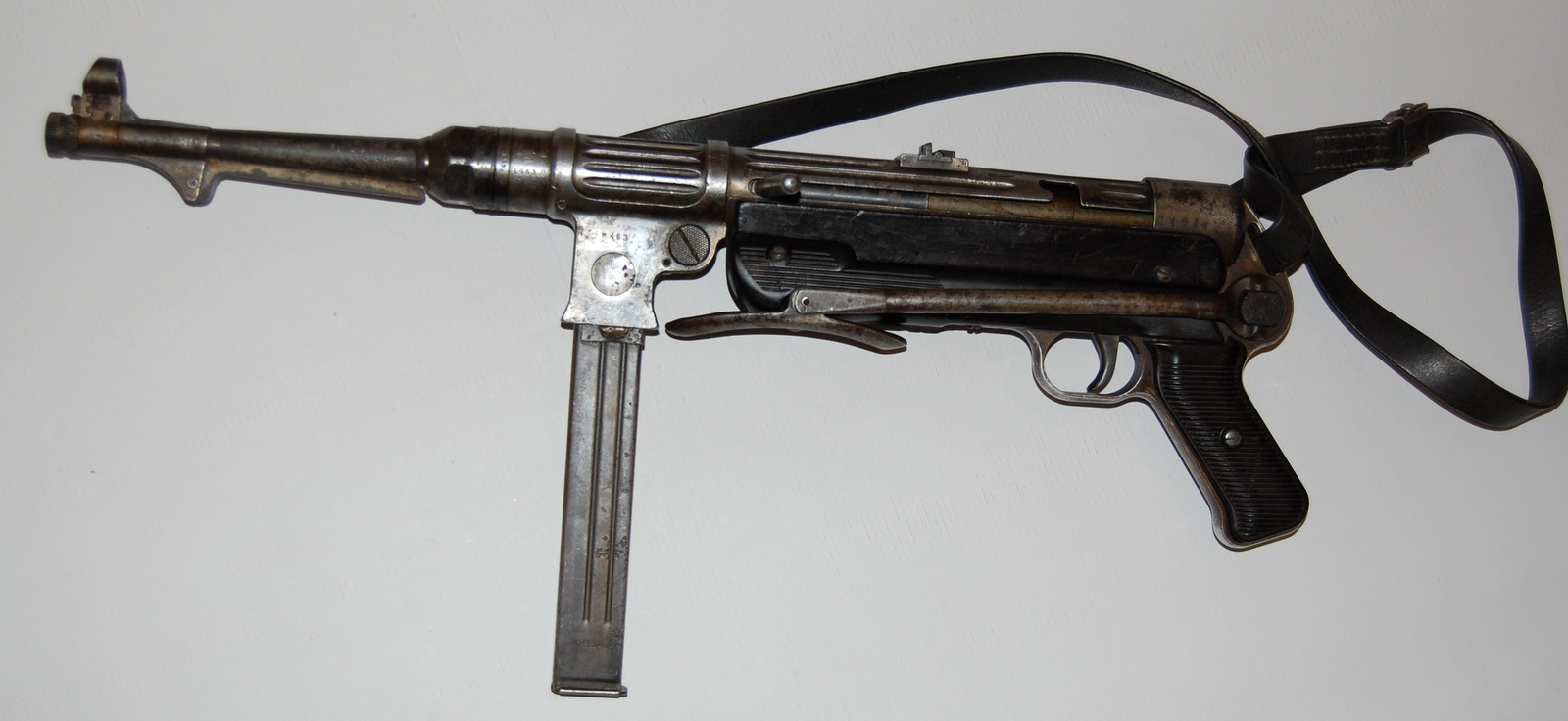
MP 38

MP38

最初に作られたモデル。マガジンハウジング両側面に円形の穴が開いていて、アッパーレシーバーの外面に軽量化のための溝が多数刻まれている点で、MP40と区別できる。
形状や基本性能はMP40と殆ど同じであるが、レシーバーは鋼製パイプを切削加工したもので、グリップフレームはアルミ合金の鋳造部品だったため、生産性に難点があった。
また、ボルトを前進状態で停止させておく安全装置がなかった。オープンボルト式サブマシンガンに共通する問題として、ボルトが前進位置にあり弾倉が装着された状態で、銃口を上にして落とすなどの衝撃を加えると、慣性でボルトが中途半端に後退して弾丸を薬室に装填し、暴発事故を起こすことがあった。
そのためMP38とMP40には、コッキング・ハンドルに引っ掛けてボルトを前進位置で固定する革製ストラップが付属していた。

MP38/40
MP38にMP40/I相当のセーフティー機能を追加、MP40のグリップフレームと在庫の残ったMP38のレシーバーを組み合わせたモデル。
MP40
MP40の初期モデル。グリップフレームとレシーバーの製造法を鋼板プレス加工部品を溶接で組み合わせる方式に変更して機械加工箇所を大幅に減らしコストを下げたほか、国内にボーキサイト鉱山が存在しないドイツにとって貴重資源だったアルミニウムの節約にも貢献した。
MP40/I
マガジンハウジング側面に強化用のリブを追加。コッキング・ハンドルを可動式に変更し、ボルトが前進した状態でコッキング・ハンドルを押し込むとレシーバー側と噛み合い、ボルトを固定できるようになった。MP38・MP40初期型のフロントサイトポスト前面に設けられていたマズルカバー装着用の金具は、本モデルから廃止された。第二次世界大戦中もっとも生産されたモデル。
MP40-II
独ソ戦の開始で遭遇したソビエト連邦赤軍のPPSh-41（71連ドラムマガジン使用）に対抗するため、通常の32連箱形弾倉を2本挿入し、切り替え使用で64連としたもの。重量増加に見合うだけのメリットが無かったため、ごく少量しか製造されなかった。
MP40/II
伸縮式リコイルユニットを廃止し、リコイルスプリングの張力を強化して代用とした大戦末期の省力生産型。
省力化の代償として1,000発/分近くまで連射速度が高まった。（MP40-IIとは別物）
MP41

警察用の短機関銃として設計された派生型で、木製銃床を装備している。MP18/MP28の後継として採用され、射撃制御機構もMP28のものに準じている。

### 海外でのコピー
Z-45

スペインで製造されたMP40のコピー。1945年から1962年にかけて製造され、使用される弾薬はオリジナルの9x19mmパラベラム弾より強力な9x23mmラルゴ弾に変更され、弾道を改善している。
M56

ユーゴスラビアでMP40を参考に設計された短機関銃。外見はよく似ているが、機関部の構造はベレッタM38に近い。1956年から1992年にかけて製造され、東側の標準的な拳銃弾であった7.62x25mmトカレフ弾を使用する。また、着剣装置を備えていた。

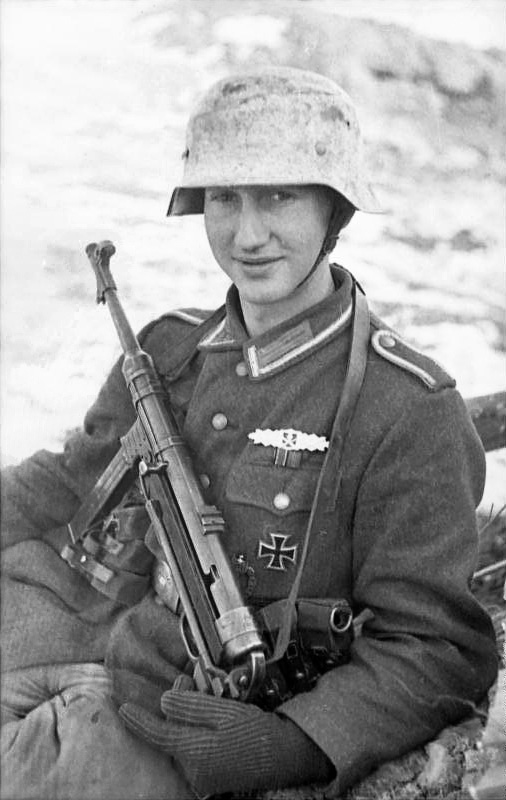
MP40は戦中のドイツで幅広く使用された。1944年に撮影された陸軍伍長
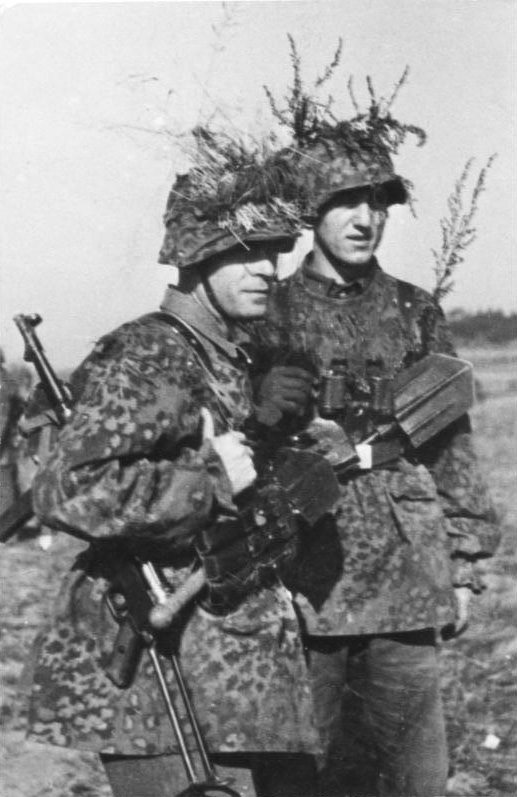
MP40を装備した武装親衛隊
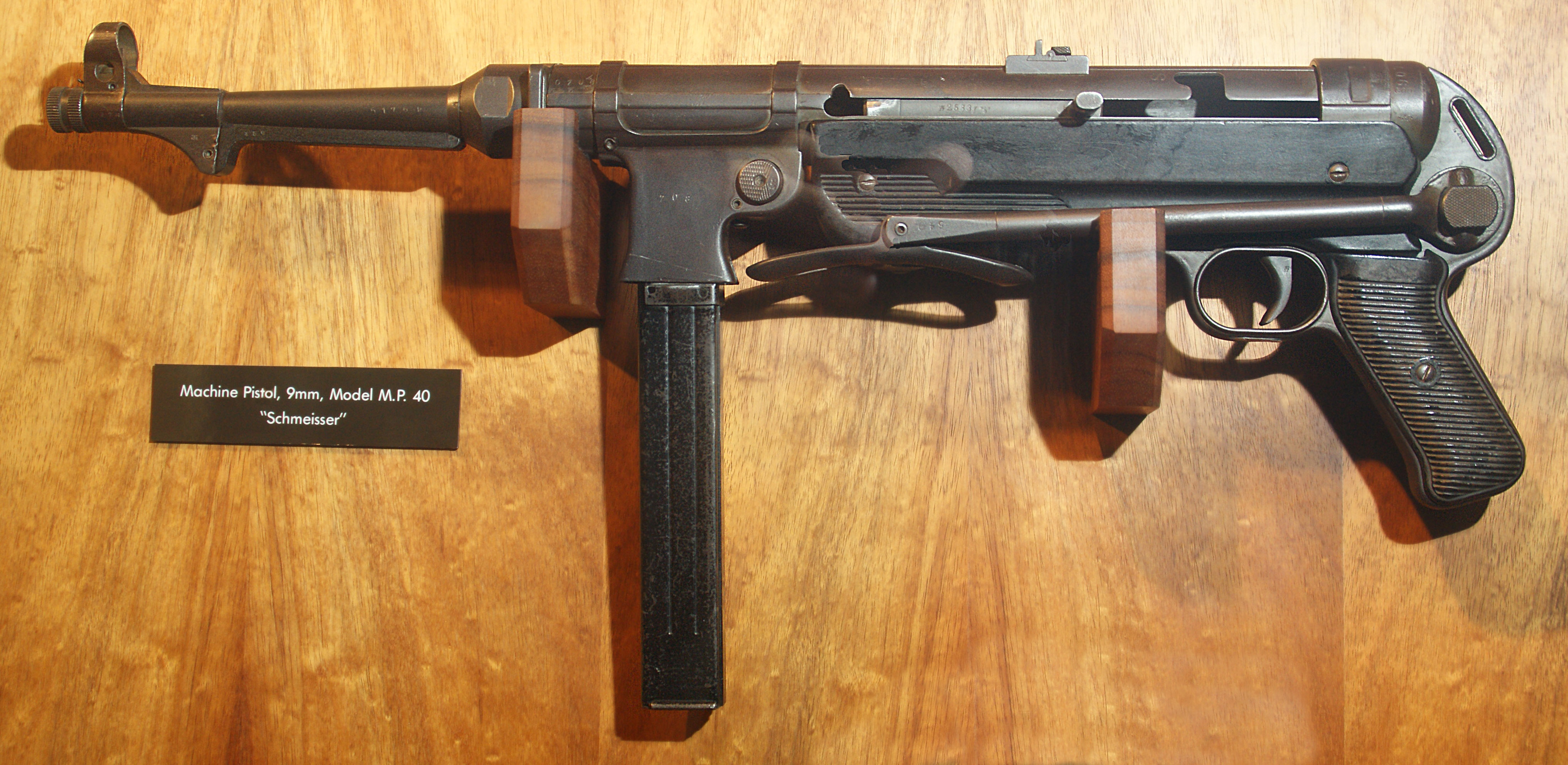
通称である「シュマイサー」が書き添えられた、ハワイ・ランドルフ要塞博物館所蔵のMP40。遊底が撃発位置になっている
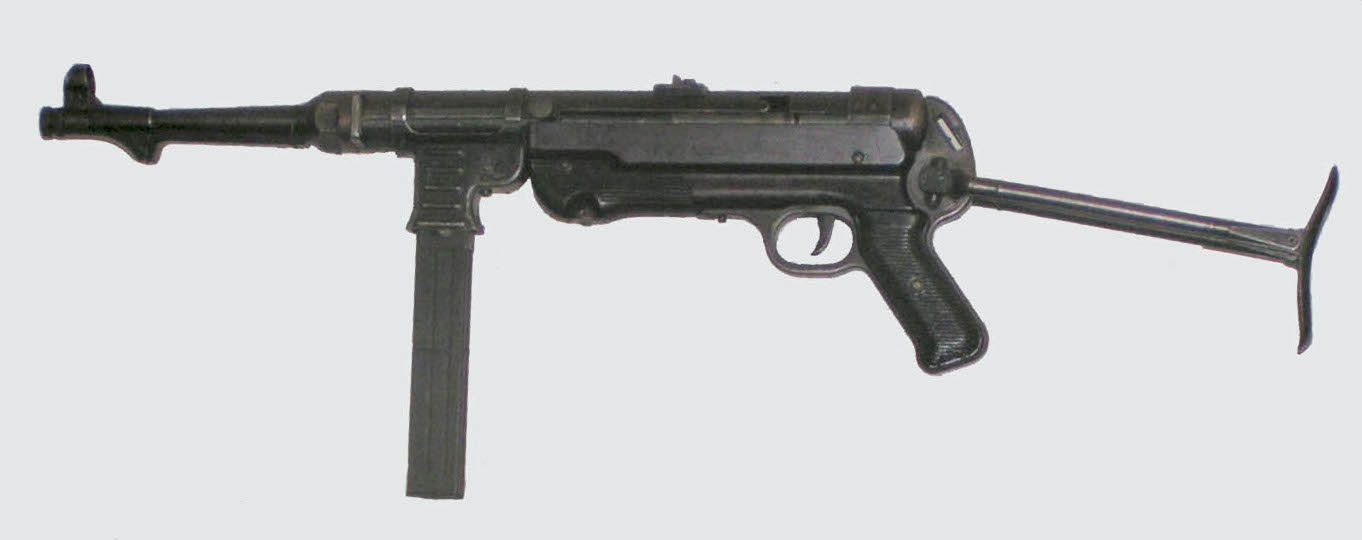
MP40シリーズ中最も生産数が多いMP40/I
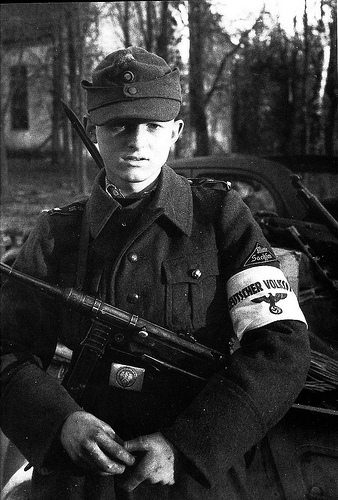
MP40を手にする国民突撃隊員

## 第二次世界大戦後

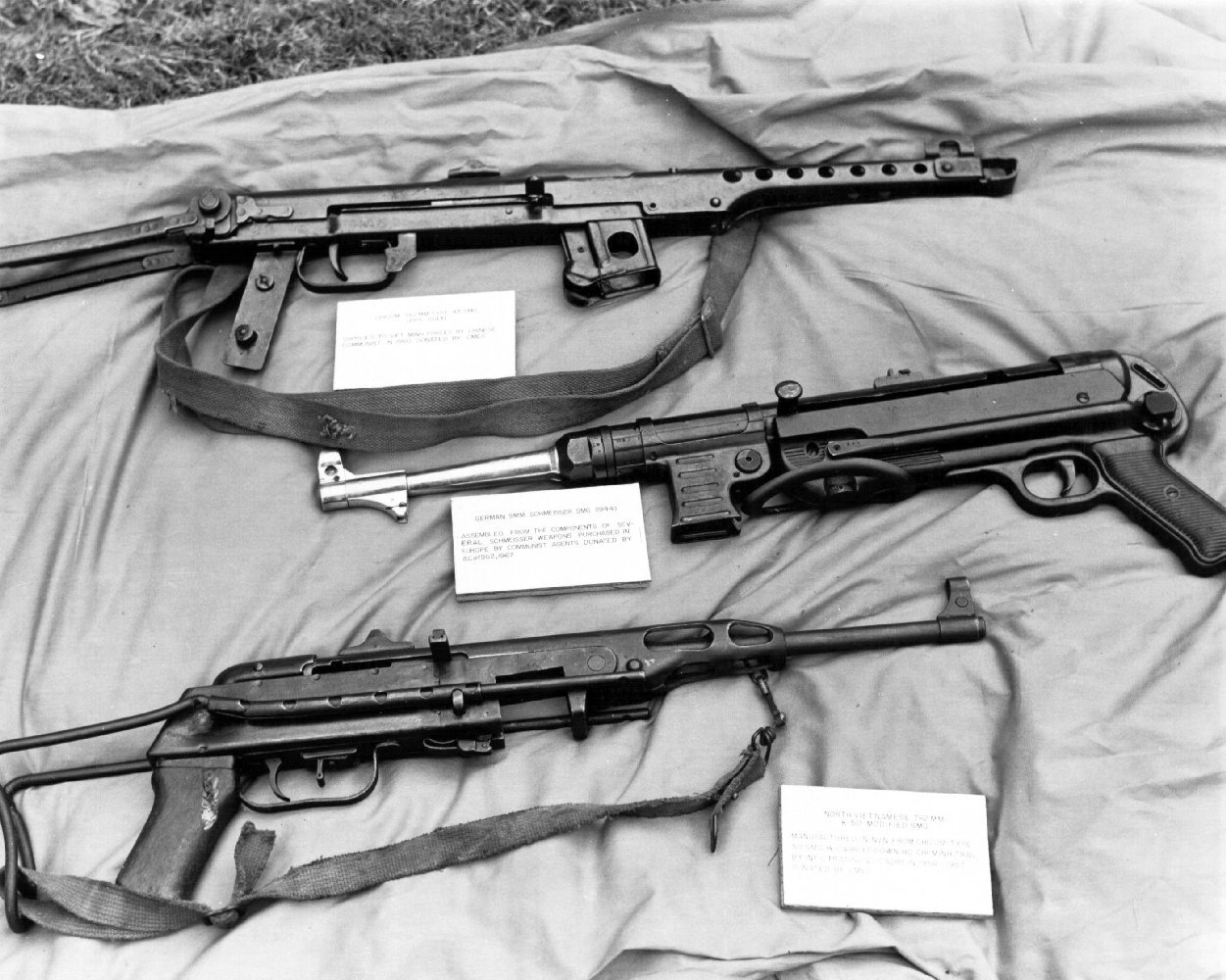
1960年、アメリカ陸軍が北ベトナム軍から鹵獲した火器。中段がMP40で、銃口のねじ部と保護ナット、そして銃身下の委託射撃用リブが欠落している。

ドイツ降伏でMP40の大部分は連合国に接収された。損耗して廃棄処分されたものもあるが、ソ連赤軍ではもともとMP40の人気が高く（ドイツ軍では逆にPPSh-41の人気が高かった）、鹵獲品を好んで赤軍兵士が用いていた事もあり、優秀な短機関銃として親ソビエト諸国・勢力に供給され、その一部は朝鮮戦争や第一次インドシナ戦争などで用いられた。
そうした親ソビエト諸国のひとつで、戦時中はドイツへの兵器供給に従事させられていたチェコスロバキアでは、ドイツ軍向け規格のKar98kやMP40の製造設備を稼動させて完成品や部品を供給していた。
この時期にユダヤ人反ファシスト委員会を通じてチェコから大量の兵器を購入（実態は密輸）していた建国前夜のイスラエルでは、ハガナー（後の国防軍）の主力短機関銃としてMP40が使用された。ユダヤ人を弾圧したナチスとユダヤ人（シオニスト）による国家イスラエルによって用いられるという皮肉な運命を辿ったMP40には、ヘブライ文字で国家鷲章の刻印が消されている事が多く、国産のUZIが行き渡る1960年代初頭までイスラエルの国防を支えた。
ノルウェーでは1980年代まで戦車兵の自衛用装備としてMP40が配備されていたほどで、戦後になってもMP40は人気が高く、今日でも南米やアフリカなど過酷な環境下で広く使用され続けている。
戦後になって撮影されたハリウッド映画（後述）では、入手の簡単なMP40がドイツ兵の装備として良く用いられたため、実際の主力装備だったKar98kや大戦末期に大量配備されていたMP43などよりもMP40の知名度が抜群に高くなり、ナチス時代のドイツ軍を象徴する存在として広く認識されている。
また、MP40が実現した"部品のユニット化・プレス加工やプラスチックを利用した大量生産・標準パーツの組み立て製造"といった斬新なアイデアは各国に模倣され、アメリカのM3グリースガンやイギリスのステン短機関銃、ソ連のPPSなどを産んだ。さらに、新種のジャンルとして登場したMKb42/MP43などの製造方法へ発展し、現代軍用銃では主流の設計思想となっている。
弾薬として入手が容易な9mmパラベラム弾を使用している事や、製造後70年近く経った今日でも使用できる頑丈さと性能を兼ね備えていることから、世界各地の紛争地域で使用されている事が報道写真から確認されているほか、米国ではMP40を所有する民間人のコレクターも多い。

## 日本におけるMP38/MP40
第二次世界大戦中にドイツ同盟国だった日本だが、陸軍や海軍（少数ながらMP18やS1-100を輸入して使用）においてMP38/MP40が使用された事は無く、一部の軍人等を除く日本人の多くがMP38/MP40の存在を知るのは戦後になって流入した映画・テレビ映画を通じてである。
大戦中のドイツ軍主装備として認識されていたMP40は、早くからモデルガンとしての製品化が志向され、1967年にはMGC社から本格的な製品（軟鋼板プレス製レシーバと亜鉛合金ダイカストによる切削加工部品の再現）として発表された。
MGC製MP40には、レシーバとマガジンハウジングの固定方法が製造時期によって異なるほか、鋼板の表面仕上げに初期（実物と同じブルー仕上げ）と後期（茄子色仕上げ）の違いがあり、概して初期型の方が評価が高かった。
MGC製MP40に追随して中田商店からTRC（東京レプリカコーポレーション・後にマルシン工業）製のMP40が発売されるが、MGC製と異なり伸縮式リコイルユニットが省略されており、全体のディテール再現性も低く、発売当初から評価は低かった。
これら日本製モデルガンと実物のMP40を比較すると、日本製は全体的なサイズが若干大きい印象（もっさりとしている）を受け、実物の方がすっきりとした小柄な印象である。
また、廃銃として輸入されたMP38をモデルガン化された物が1点存在し、1970年代の雑誌に"100,000,000円"という法外な価格で広告されていた事でも知られている。
モデルガン以外だと、1970年代に製品化されたマスダヤの「シュマイザーMT-36」が挙げられる。これはプラスチック製の弾を連射可能な電動ガンの草分け的な玩具であり、当時は「ダダダ 1秒間に8発 出る出る30発！」をうたい文句にCMが放映されていた。黒と迷彩色のバージョンがあり、外見は折り畳みストックを始めMP40を忠実に模していたが、唯一、弾倉取り付け位置がモーター内蔵の関係で垂直ではなく、ステンガン同様の水平になっていた。
1977年の法改正で軟鋼板プレス製のMGC製MP40は製造・販売が禁止されたが、マルシン製MP40は全体を亜鉛合金で製造して販売が継続された。
しかし、法改正による規制をクリアするためにデザインを一部変更した事もあって評価は更に低下した。
その後、マルシンは全体をABS樹脂と亜鉛合金の組み合わせで新規に製作したMP40を1984年に発表したが、伸縮式リコイルユニットを含めたオリジナルの設計をほぼ再現する事に成功しただけでなく、MGC社や従来のマルシン製に用いられていたデトネータ式（開放発火）ではなく、プラグファイア式ブローバック（密閉発火）を採用して、快調な発火性能を実現した事もあって、それまでの同社製MP40への評価を完全に払拭する製品として、今日でも高い評価を受けている。
同ABS製MP40は、その後のマルシン製エア・コッキング式およびガス使用MP40型ASGの母体ともなっているほか、2006年に放映されたTVドラマ『セーラー服と機関銃』のプロップとしても使用された。
また、中国製電動ガンとしてAGMが末期にMP40をベークライトモデル・通常モデルの両方で発売していた（現在は中国当局の捜査によりメーカーが倒産し絶版状態　ただしStG44に関しては金型を他社が引き継いでいる）。そのほかに現在SRC社がブローバック式（ピストンが連動する）タイプのMP40電動ガンを発売している。

## 登場作品
MP40はドイツ軍の主力短機関銃であったため、ナチスドイツ軍が登場するほぼ全ての戦争映画に登場しており、戦争映画における“ナチスドイツ兵の使う武器”の象徴的な存在である。作品によってはシルエットの似たスペインのZ-45やユーゴスラビアのM56短機関銃で代用している例もある。
※作品名は基本的に五十音順。

### 映画・テレビドラマ
『007 ゴールドフィンガー』
ゴールドフィンガーの手下が使用。
『CSI:科学捜査班』
第12シーズン「殺人兵器」に登場。隠し部屋の壁に掛けてある。
『WITHOUT A TRACE/FBI 失踪者を追え!』
第3シーズン「陪審員の過去」に登場。
『Mr.ビーン カンヌで大迷惑?!』
『U-864 日本を目指したUボート』
『アイアンキング』
独立幻野党が使用。
『暁の7人』
ドイツ軍兵士の装備として頻繁に登場。
『荒鷲の要塞』
『イングロリアス・バスターズ』
『インディ・ジョーンズ シリーズ』
『レイダース/失われたアーク《聖櫃》』
ナチス発掘隊配下のエジプト人がMP40を使用するが、同作品の時代設定は本銃が正式採用される前の1936年であるため、時代考証に誤りが生じている（余談であるが、共に登場したワルサーP38も同様）。
『最後の聖戦』
ナチスの兵士らが使用。3作目はMP38が正式採用された1938年の設定のため、時代考証的な誤りはなくなった。

『エネミー・フォース 米軍特殊部隊 OSS ナチス潜入作戦』
『オースティン・パワーズ：デラックス』
パワーズのナイトクラブで彼を強襲したイーヴルの部下が使用。
『鬼戦車T-34』
ドイツ軍が装備していた本銃を、収容所からT-34で脱走するソ連軍捕虜が奪う。残弾の少ない彼ら唯一の銃器なので、主な使用法は銃口を向けての威嚇だが、市井での食料強奪には成功する。
『コンバット!』
『地獄に堕ちた勇者ども』
1934年の「長いナイフの夜」の直前にナチ突撃隊員が、反目するヒトラーやヒンデンブルクの肖像画をMP38/40で撃つ。なお本銃が正式採用されたのは1938年なので、実際にMP40が使用されていたとするには時代設定が合わない。
『史上最大の作戦』
守備隊のドイツ兵が使用。ロープで崖を登攀する米兵の頭上から、逆さ落としに弾をお見舞いする。
『勝利への脱出』
ドイツ軍兵士が装備。
『シンドラーのリスト』
『スターリングラード (1993年の映画)』
『スターリングラード (2001年の映画)』
ドイツ兵の装備としてMP38とMP40が登場。前半のスターリングラードの市街戦では赤軍の突撃が頓挫して赤軍将兵の死体が並ぶ中に戦闘に巻き込まれたダニロフ政治将校が逃げて追跡を撒こうとしたのに対し、ドイツ兵が死体目がけて銃撃を行うが、運よくダニロフや同様に死体の中に隠れていた主人公のヴァシリ・ザイツェフには1発も当たらなかった。
『セーラー服と機関銃 2006年版』
『戦争のはらわた』
主人公のシュタイナーが冒頭でMP40を捨て、鹵獲したPPSh-41を使用している。
『ダーティハリー』
連続殺人犯「スコルピオ」が屋上での戦闘で使用する。
『対独パルチザン戦線1943 ～ナチス包囲の島～』
山岳師団のドイツ軍兵士が使用。
『大突撃』
日米両軍の兵士が使用している。実際に日本もしくはアメリカによって太平洋戦線でMP40が使用されたという例はなく、当作においてはM3サブマシンガンの代用として登場しているものである。
『タイム･ジャンパー』
『沈黙の戦場』
『遠すぎた橋』
墜落した連合軍のグライダー機内を捜索するドイツ兵が使用。
『ナバロンの要塞』
『バーディー大作戦』
伊吹裕二がOPで発砲。
『バルジ大作戦』
ドイツ軍司令部を警備している兵士が装備。
『バンド・オブ・ブラザース』
『ヒトラー 〜最期の12日間〜』
『フューリー』
武装親衛隊とドイツ軍兵士のほか、一部のアメリカ軍兵士も使用する。
『プライベート・ライアン』
武装親衛隊とドイツ軍兵士が使用する。
『炎628』
ドイツ兵の他、鹵獲したものをパルチザンの兵士が使用。
『捕虜大隊 シュトラフバット』
ドイツ軍の他、ソ連軍懲罰大隊がMP38とMP40を多用。
『ライフ・イズ・ビューティフル』
『レマゲン鉄橋』
ドイツ軍の他、民間人の少年とアメリカ軍のアンジェロ軍曹が使用。
『ワイルド7 ドラマ版』
『鷲は舞い降りた』

### 漫画・アニメ
『HELLSING』
ミレニアム大隊がMP40の他、MP38を使用。
『ウォースパイト〜マルスの目〜』
第8話に登場。
『かってに改蔵』
24巻の10話、「世界の中心で平和を叫ぶ」にて兵士が所持。OVA下巻にも登場。
『くりいむレモン PART14 なりすスクランブル』
ヘルキャッツ団の一文字羅美、人見きゃん等が使用。
『こちら葛飾区亀有公園前派出所』
温故知新!?の巻に登場。
『劇場版 ストライクウィッチーズ』
ハルトマンがネウロイとの戦闘にて使用。
『劇場版 魔法少女まどか☆マギカ [新編]叛逆の物語』
暁美ほむらが巴マミとの銃撃戦で使用。
『ジョジョの奇妙な冒険 第2部 戦闘潮流』
ドイツ軍の兵士達が携行しており、柱の男であるサンタナに向かって連射するが、全く効果が無い。
その後、サンタナが本銃を手に取り、あっという間に分解してしまうというシーンがある。
『人狼 JIN-ROH』
自治警公安部がMP40、首都警公安部がMP41をそれぞれ使用。
『潜水艦スーパー99』
ヘルメット党員が使用。ルドルフ・ヘチ総統も最終回で乱射。
『ソ・ラ・ノ・ヲ・ト』
第6話にて墨埜谷暮羽二等兵が使用。
『大正警察活劇百獣夜行』
『チャージマン研!』
「空軍基地が狙われている!」に登場。空軍基地の警備兵が携行。
『鋼の錬金術師』
アメストリス国軍兵が初代グリードのアジトに突入する際や、セントラルシティでの戦闘にて使用。どちらもストックがついていない。
『翡翠峡奇譚』
遺跡を襲う国防軍が使用。ただし、舞台が1935年なので考証的には間違い。後に登場する市街戦での使用火器はMP28となっている。
『ぶれいど ぷれい』
シルウィルが使用。
『マカロニほうれん荘』
作者（鴨川つばめ）の趣味を反映してよく登場する。
『魔太郎がくる!!』
うらみの28番（28話）はMP40をモチーフとしたストーリーである。
『夜桜四重奏』
五十音ことはが使用。
『ルパン三世シリーズ』
峰不二子や敵キャラなどが使用。
『ルパン三世 カリオストロの城』
PPD-40とともに、カリオストロ伯爵の部下が使用。また、地下牢に城を探ろうとしていた者が所持していたと思われる錆び付いたものが落ちている。

### 書籍
『戦争の犬たち』
「シュマイザー 9ミリ マシーン・ピストル」の名で登場。第二次世界大戦末期に大量のMP40が未使用のまま隠匿され、それを目撃したベルギー人武装親衛隊員が戦後に回収して密売を始めたという設定。主人公のシャノンが100丁を購入し、彼が率いる傭兵部隊が使用する。映画版ではUZIを使用。
『鏖殺の凶鳥』（文庫名：『凶鳥〈フッケバイン〉 ヒトラー最終指令』）
武装親衛隊のヴェッセルSS中尉が装備している。
『ナヴァロンの要塞』、『ナヴァロンの嵐』
主人公たち連合軍側でも人気のある銃として登場する。

### ゲーム
『BATTALION1944』
防衛の陣営の武器として登場。
『Day of Defeat』
『HIDDEN & DANGEROUS 2』
『Men of War: Assault Squad』
『Operation Darkness』
『Paperman』
『Red Orchestra: Ostfront 41-45』
『The Saboteur』
ナチス兵士が使用する。常にストックが折り畳まれている。
『Wolfenstein シリーズ』
『アンチャーテッドシリーズ』
『UC1』
『UC2』

『コール オブ デューティシリーズ』
『CoD』
ドイツ軍のサブマシンガンとして登場する。
『CoD:UO』
ドイツ軍のサブマシンガンとして登場する。
『CoD:FH』
ドイツ軍のサブマシンガンとして登場する。
『CoD2』
ドイツ軍のサブマシンガンとして登場する。
『CoD2:BRO』
ドイツ軍のサブマシンガンとして登場する。
『CoD3』
ドイツ軍のサブマシンガンとして登場する。
『CoD:WaW』
ドイツ軍の短機関銃として登場する。
『CoD:BO』
キャンペーンでドイツ軍が使用しており、主人公も拾えば使用可能。
『CoD:BO2』
ゾンビモードでのみ使用可能。
『CoD:BO3』
「HG40」の名称で近代化改修を施したものが登場する。
『CoD:AW』
マルチプレイでのみ登場。
『CoD:WWII』
ドイツ軍のサブマシンガンとして登場する。

『鋼鉄の虹 パンツァーメルヒェンRPG』『ネットゲーム95　鋼鉄の虹 〜Die Eisenglorie〜』
緑国軍の制式短機関銃としてMP37が登場。エルマ社のMP36をグリューネラントが独自改良した銃との設定なので、初期暴発事故が多発し、後にMP38の部品を組み込んだ改修を行っている。
『スナイパーエリートV2』
ドイツ兵の装備として「MP 40」の名称で登場。主人公のカール・フェアバーンも奪って使用することが可能。
『トータル・タンク・シミュレーター』
ドイツのSMG(サブマシンガン兵)のほかドイツ戦車兵などが装備している。
『戦場のカルマ』
『バトルフィールドシリーズ』
『BF1942』
ドイツ軍の短機関銃として登場する。
『BFV』
衛生兵の武器として登場する。

『ピクセルガン3D』
プライマリ武器EindlingLingとして登場
『メダル・オブ・オナーシリーズ』
『レールチェイス2』
主人公や敵が使用。
『Enlisted』
MP40は太平洋戦争以外のすべての枢軸陣営で使用でき、MP38がモスクワの枢軸陣営で使用可能。
『Arena Breakout』
SMG枠で登場。ショップでの購入の他、レイド中に倒した敵からも入手可能。またガンスミスにてドットサイト等のオプションも装着可能。